# Масайський страус
Масайський страус ( Struthio camelus massaicus ), також відомий як східноафриканський страус, є червоношиїм підвидом звичайного страуса і є ендеміком Східної Африки.  Це один із найбільших птахів у світі, поступаючись лише своєму сестринському підвиду північноафриканському страусу (Struthio camelus camelus). Сьогодні його вирощують для отримання яєць, м’яса та пір’я.

## Таксономія

### Підвид
Масайський страус є одним із трьох існуючих підвидів страусів, які зараз мешкають в Африці, включаючи номінативного страуса ( S. c. camelus ), що зустрічається в Північній Африці, і південноафриканського страуса ( S. c. australis ). Вважається однією з двох червоношиїх форм страуса разом із S. c. camelus, на відміну від двох синьошиїх форм ( S. c. australis і S. c. molybdyphanes ).
Порівняльний рестриктазний аналіз мітохондріальної ДНК (мтДНК) виявив, що масайський страус, хоча й генетично відмінний, найбільш тісно пов’язаний із південноафриканським страусом (S. c. australis), незважаючи на їхню географічну відокремленість, найменше генетично пов’язаний із сомалійським страусом (S. c. molybdophanes), незважаючи на перекривання місць існування. Пояснення цих суперечливих відкриттів полягають у тому, що в той час як міомбові ліси в даний час служать зоогеографічним бар’єром, що розділяє популяції північних і південних страусів, існує теорія, що цей бар’єр не був таким щільним і ефективним протягом еволюційного часу і колись дозволяв короткі періоди внутрішньовидового розмноження між популяції S. c. massaicus і S. c. australis. І навпаки, генетична дивергенція, що спостерігається між S. c. massaicus і S. c. molybdophanes, незважаючи на відсутність будь-якого зоогеографічного бар'єру, пов'язана з екологічними відмінностями в поведінці та репродуктивних ознаках між цими популяціями. Ці відмінності досить суттєві, щоб запобігти міжвидовому розмноженню. Ці ж дослідження виявили, що масайський страус (S. c. massaicus) істотно відрізнятися генетично від північноафриканського підвиду.

## Опис
Дорослі самці сягають 2,1–2,7 м у висоту і можуть важити до 145 кг; самиці зазвичай трохи менші за розміром. Мають великі очі (50 мм), довгі вії та винятковий зір. Голова маленька порівняно з їхнім тілом і вкрита тоненьким рідким пір’ям, майже гола. Шкіра на шиї і стегнах самців масайських страусів гола і має рожевий колір, який під час шлюбного періоду посилюється до майже червонуватого відтінку.
Їхні великі розміри перешкоджають польоту, але цей недолік компенсується їх надзвичайно довгими та м’язистими ногами, які дозволяють розвивати максимальну швидкість до 70–80 км/год.

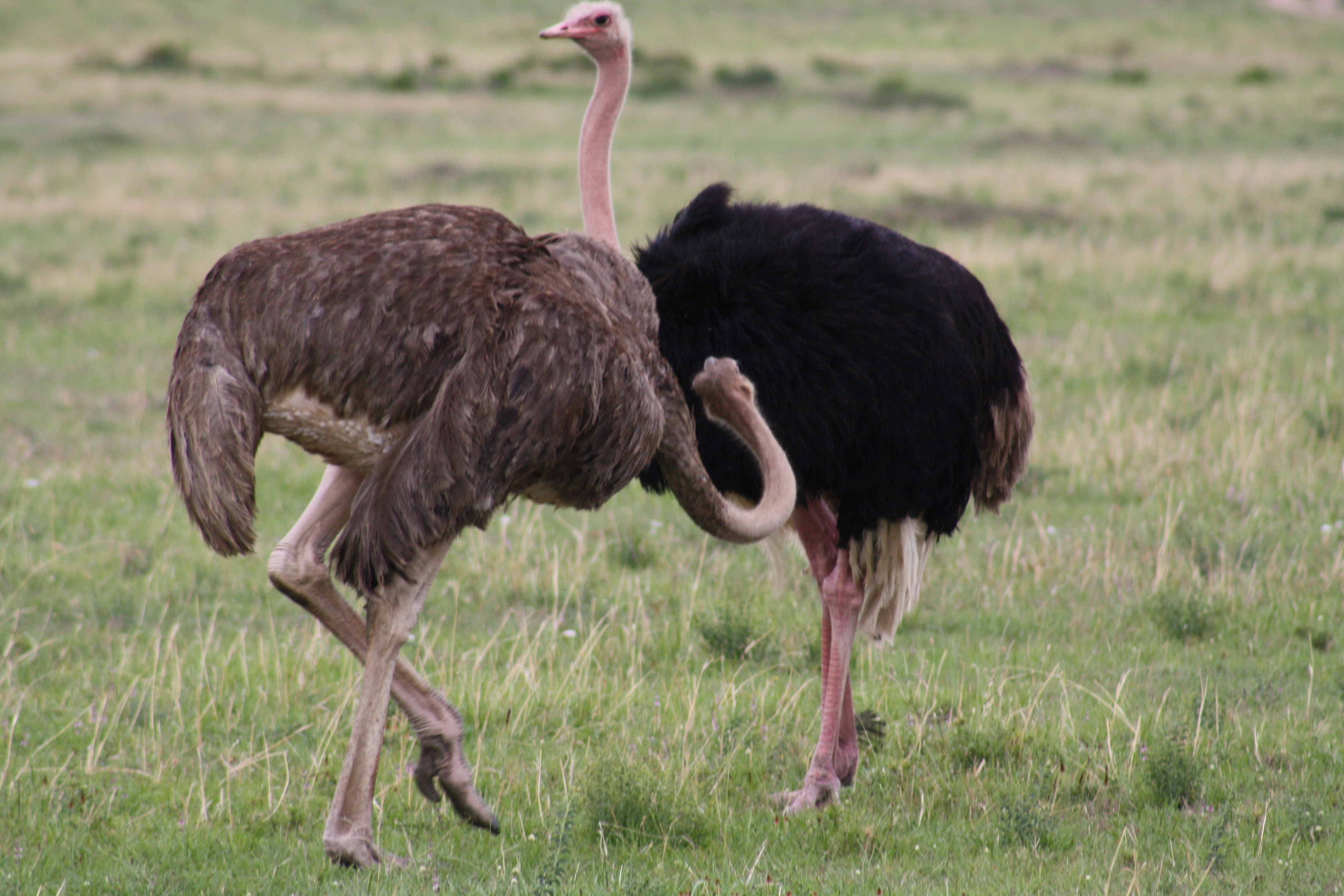
Порівняння самців і самиць страуса масаї (S. c. massaicus).

Пір'я не має зазубринок, що надає їм м'який пуховий вигляд. Подібно до інших підвидів страусів, вони мають приблизно 50–60 хвостових пір’їн, 16 основних, 4 додаткових і 20–23 вторинних пера. Пір’я крил і хвоста еволюціонували, щоб служити декоративною прикрасою для залицяння, а не польоту.
У самців більша частина тіла вкрита чорним пір'ям. Біле пір’я з’являється вздовж кінчиків крил, хвоста й утворює невелике кільце на шиї, яке відділяє чорне пір’я тіла від голої шкіри шиї. Біле хвостове пір'я часто змінюється через забруднення і виглядає червонувато-коричневим. 
Самиці, як правило, менші за самців, і також мають голу шкіру на шиї та ногах, хоча колір їх шкіри виглядає більше бежевим, ніж рожевим. Пір’я дорослих самиць коричневого кольору.
Кілька фізіологічних адаптацій розвинулися, щоб дозволити масайським страусам жити в екстремально посушливих умовах. Їхнє пір’я є ефективним терморегулятором як у спекотну, так і в холодну погоду. Підвищене виділення альдостерону та використання слизу замість води для виведення сечової кислоти сприяє утриманню води в посушливих середовищах. У масайських страусів є носові залози, що виділяють сіль, що дозволяє споживати солону воду з солоних і содових озер, коли це необхідно.

## Поширення і середовище проживання
Дикі масайські страуси поширені в Уганді, Кенії та Танзанії. Більш густі популяції часто зустрічаються в напівзасушливих відкритих трав’янистих рівнинах африканської савани. Незважаючи на цю перевагу, відомо, що вони також живуть у пустелі, густих чагарниках і крутих скелястих горах.

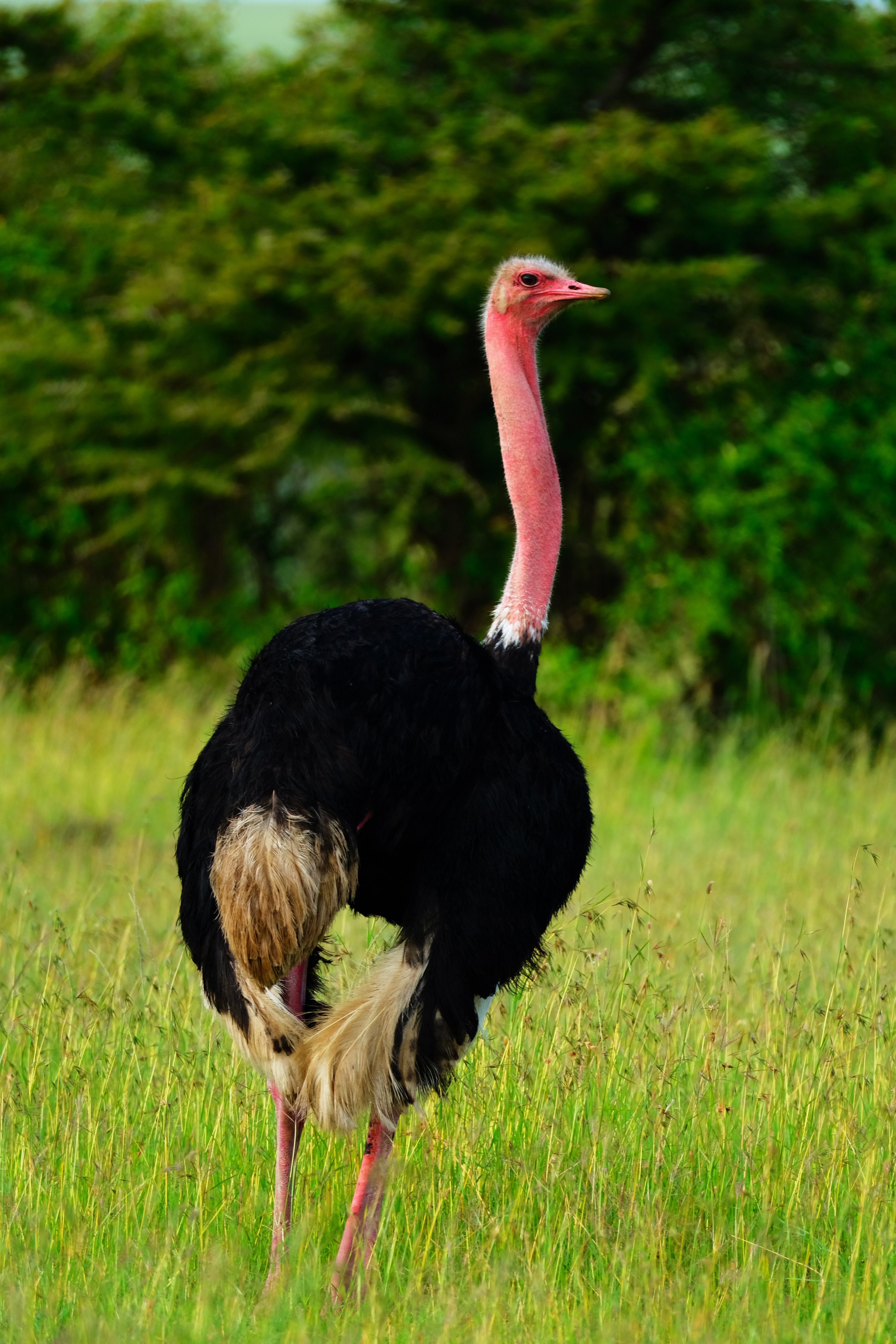
Самець масайського страуса в заповіднику Набоїшо, Кенія, має характерний рожевий відтінок племінного самця.

Сезон розмноження масайських страусів починається приблизно в травні або червні. Протягом цього часу рожевий відтінок на шкірі шиї та ніг самців масайських страусів посилюється. Статевозрілі самці починають захищати території приблизно 2–3 км² від інших самців. Вони також будують примітивні гнізда, щоб привабити самицю.
У липні дорослі самки страусів починають створювати зони розмноження, які охоплюють близько 13 км². Ці зони розмноження перекривають 5–7 територій самців, на яких самці намагаються спаровуватися з будь-якою дорослою самкою, яка проходить через його територію.
Подібно до інших підвидів страусів, масайський страус гніздиться групами. Одна (головна) самка висиджує яйця кількох інших самок в одному гнізді. Після того, як вона відкладає першу кладку, і вона, і територіальний самець беруть на себе основну турботу про яйця. Велика самка відкладає в середньому 2 яйця на день і витрачає наступні 15–90 хвилин на інкубацію, потім періодично залишає гніздо без нагляду, щоб молодші самки могли спаруватися з територіальним самцем і відкласти яйця в гніздо. Самець часто витрачає на висиджування гнізда більше часу, ніж основна самка. Понад 18 різних молодих самиць можуть відкладати яйця в одне велике гніздо домінуючої самиці, що призводить до надлишку яєць. Оскільки і самці, і самки страусів здатні висиджувати лише 20–21 яйце за раз, головна самка викидає надлишок яєць. Репродуктивна перевага, яка спостерігається у великих самок, полягає в тому, що вони здатні розпізнавати власні яйця та викидають яйця менших самок на користь своїх, щоб зменшити переповненість гнізда.

#### Яйця
Яйця великі (розміром з грейпфрут), білого кольору.  Вони мають розміри 14–16 см і важать від 1,0 до 1,6 кг. Вилуплення яєць відбувається в жовтні та листопаді, коли в східній Африці випадають короткочасні дощі.

### Харчування
Як і інші підвиди, масайські страуси майже повністю травоїдні. Їх раціон складається в основному з трав, сукулентів і листя. Іноді вони їдять квіти, фрукти, насіння та тваринний білок (наприклад, ящірок, комах тощо), але в меншій кількості.

### Хижаки
Масайські страуси не є основною здобиччю для основних м'ясоїдних тварин. Лише леви іноді полюють на дорослих особин у більшості регіонів, але багато видів полюють на страусині яйця, включаючи шакалів, гієн, левів та інші види птахів. Знищення яєць та пташенят є найбільшою загрозою для диких страусів.

## Вплив людей
Діяльність людини негативно впливає на диких масайських страусів. Вважається, що зменшення популяції страусів, викликане антропогенним впливом, пояснюється швидким розповсюдженням людей у країнах Африки на південь від Сахари, що призвело до зменшення ресурсів. Збір страусиних яєць, як місцевими жителями, так і туристами на заповідних територіях також має істотний негативний вплив на їх популяційний успіх.